# 合作市
合作市（がっさく-し）は中華人民共和国甘粛省甘南蔵族自治州の県級市。州人民政府所在地として地域政治・経済の中心である。国家扶貧開発工作重点県の一つ。

## 地理
合作市の年平均気温は2℃、降水量516mm。市域内の90%の土地が草地と林地となっており、そのため経済は畜牧業が主で、ヤク、チベットメンヨウ、蕨麻猪（ブタ）などを産する。

## 歴史
旧名の「黒錯」（ヘイツオ）はチベット語で「羚羊の出る地」を意味し、夏河県の管轄だった。漢族とチベット族の隣接する地で、近くにラプラン寺もあることからこの地域に物が集まるようになり次第にアムド地方の経済中心となっていった。1956年黒錯は似た発音の「合作」に改名した。1958年甘南蔵族自治州の州府が合作へ移転、1962年設鎮。1996年夏河県合作鎮とその周辺の郷鎮を合併して合作市を設立した。現在も依然チベット族が人口中の多数を占める。

## 行政区画
4街道、3鎮、3郷を管轄：
- 街道：当周街道、伊合昂街道、堅木克爾街道、通欽街道
- 鎮：那吾鎮、勒秀鎮、佐蓋曼瑪鎮
- 郷：卡加曼郷、卡加道郷、佐蓋多瑪郷

## 交通

### 道路
- 高速道路
  - S2 蘭郎高速道路
- 国道
  - G213国道